# 鬼計神偷
《鬼計神偷》（英語：The Score）是一部2001年美國劫盜片，由法蘭克·歐茲執導，勞勃·狄尼洛、艾德華·諾頓、安琪拉·貝瑟與馬龍·白蘭度主演。本片為白蘭度逝世前亮相大銀幕的最後角色。電影劇本取自丹尼爾·E·泰勒（Daniel E. Taylor）和卡里歐·賽勒姆創作的故事，講述一名老鳥神偷打算退休以與情人安定地生活，但在同夥與一名年輕的竊賊的勸說下，決定在完成一場最後的大搶案。《鬼計神偷》2001年7月13日在美國上映，影評界口碑普遍正面。

## 劇情
保險箱竊賊大師尼克·魏斯在一次偷竊差點被抓後考慮退休，與女友黛安同居，並以合法商人的身份經營在蒙特婁的爵士樂俱樂部。他拒絕了掮客麥克斯的另一份鉅額工作，而此工作的幕後主謀、年輕的竊賊傑克·陶勒則自作主張找到了尼克。尼克派同夥伯特去恐嚇傑克出城，但反被傑克制伏；傑克來到尼克家，讓對方重新考慮。尼克同意加入竊盜計畫，條件是完全掌控行動，並與麥克斯談妥了600萬美元的分成。
他們的目標是一支走私到加拿大卻被海關發現的皇家權杖，現存放在蒙特婁海關大樓高度安全的地下室。傑克假扮成受僱的智障看門人「布萊恩」潛入海關大樓，尼克則經由下水道進入地下室。黛安想與尼克永遠在一起，要求尼克馬上退休，但對他接下「最後一票」感到失望。
尼克招募了駭客同夥史蒂芬，要他入侵了海關大樓保全公司的系統。史蒂芬試圖取得密碼，卻被一名系統管理員抓住，對方索要5萬美元。傑克出面在公園與對方交易；但交易期間，傑克和管理員的表哥都帶了槍，氣氛變得緊張。交易最終順利完成，但尼克則要求傑克不准再帶槍。
尼克在街上目睹一罐加壓啤酒桶爆裂後，構思了一項計劃，以破壞海關大樓堅不可摧的保險箱。他敦促傑克依計畫行事，並在成事後拒絕讓傑克與麥克斯交接，傑克不情願地接受。伯特向尼克透露，麥克斯欠了黑幫老大泰迪一大筆債，此計畫風險過大，建議尼克放棄。尼克與麥克斯對質，麥克斯坦承了此事，卻正秘密地以3000萬美元的價格出售權杖。尼克萌生退意，麥克斯懇求他完成此工作，尼克最終勉強答應。
海關大樓得知了權杖作為法國國寶的真正價值後，在地下室增設了閉路電視監視器和紅外線探測器，迫使尼克等人提前安排了犯罪時間。傑克值夜班期間，帶著藏在手提收音機裡的槍來到地下室，負責關閉監視器，而尼克則透過下水道潛入地下室。伯特假扮垃圾車司機，將電腦交給傑克，傑克藉此繞過了保全系統。當尼克進入儲藏室時，傑克關閉了監視器，但清潔工同事丹尼偶然發現了傑克；傑克用槍指著丹尼，將他鎖在了小房間裡。
尼克繞過紅外線感測器，用地下室灑水系統的水灌滿保險箱，並投下深水炸弹，從內部將保險箱炸開。他帶走權杖時，卻被傑克用槍指著，被迫交出權杖。在傑克的操控下，監視器和警報器再次啟動，警衛報警，尼克被迫從下水道逃走。傑克回到樓上，把權杖藏在制服裡，躲過了趕來的警察。傑克抵達公車站準備出城，並打電話給尼克炫耀一番，但尼克卻透露，早已預料到尼克會背叛；尼克原本就計劃好穿過下水道躲避追捕，並準備一支廢金屬棒來掉包，權杖仍在尼克手中。
傑克威脅要揭發尼克，但尼克稱早已清空了作案工具及工作室。與此同時，兩名竊賊的身分只有傑克被丹尼曝光而上了新聞，警方正展開追捕，尼克則逃過一劫，令麥克斯感到安心。事後，尼克在蒙特利尔-米拉贝勒国际机场與黛安重聚。

## 演員
- 勞勃·狄尼洛飾演尼克·魏斯（Nick Wells）
- 艾德華·諾頓飾演傑克·陶勒／布萊恩（Jack Teller / Brian）
- 安琪拉·貝瑟飾演黛安（Diane）
- 馬龍·白蘭度飾演麥克斯（Max）
- 蓋瑞·法爾曼（英语：Gary Farmer）飾演伯特（Burt）
- 傑米·哈羅德（Jamie Harrold）飾演史蒂芬（Steven）
- 保羅·索爾斯（英语：Paul Soles）飾演丹尼（Danny）
- 沙吉·豪德（英语：Serge Houde）飾演羅朗（Laurent）
- 馬丁·德蘭維爾（英语：Martin Drainville）飾演尚-克勞德（Jean-Claude）
- 理查·沃（英语：Richard Waugh (actor)）飾演薩柏斯坦（Sapperstein）
- 馬克·卡馬喬（英语：Mark Camacho）飾演艾力克（Eric）

## 製作
編劇史考特·馬歇爾·史密斯很晚才加入劇組，並獲得了編劇署名。電影在拍攝期間，馬龍·白蘭度多次與法蘭克·歐茲爭吵，並稱他為「豬小姐」，即歐茲在1976年至2001年扮演的布偶。白蘭度在片場各種行為古怪，如穿著內衣演戲，有時甚至拒絕接受歐茲的指導，並讓同台主演的勞勃·狄尼洛接手，而歐茲則通過助理導演指導電影；歐茲證實了此狀況。歐茲稱：「有一場戲拍了兩天，馬龍對我太生氣了，以至於當我在片場時都不願意演戲，」「我在外面用監視器看著，勞勃表現得非常好，在我們之間起到了調解的作用。」

電影上映後，歐茲淡化了這場衝突，並暗中提到了與白蘭度在蒙特婁片場之間據稱存在的緊張關係：
他非常溫柔親切、舉止優雅，在某些方面像個孩子，非常非常有人情味，也非常複雜。但我不能說我們一直相處得很好，這並非因為他很難相處；而是當時處境艱難。我不想在這裡誇大其詞，只想坦白實話：我們對白蘭度角色的創作詮釋有分歧。他的想法很真誠也很認真，而我的想法是另一種。製片人挺我，對此我心懷感激，馬龍也最終站在了我這邊。
歐茲後來將這種緊張氣氛歸咎於自己，並表示自己對白蘭度的表演風格更傾向於抗拒，而非包容。

## 發行
《鬼計神偷》2001年7月13日在美國上映。電影2001年12月11日以VHS與DVD形式發行。

## 反響

### 票房
本片在美國首映週末則位居當週票房亞軍，收入1900萬美元，僅次於《律政俏佳人》。美國國內總票房總為7110萬美元，加上國際票房，全球總票房達1.13億美元。

### 評價
《鬼計神偷》在爛番茄網站上根據129篇影評，該片的新鮮度為74%。該網站的共識評論寫道：「有了狄尼洛、諾頓和白蘭度的加盟，讓身為老套劫盜／犯罪的本片值得一看。」電影在Metacritic網站上根據29位評論家的評分，加權平均分為71分（滿分100分），表明口碑為「普遍好評」。
《芝加哥太陽報》的羅傑·伊伯特給了本片3.5／4星的評價，並稱其為「近年來最好的正統劫盜電影。」《滾石》雜誌影評人彼得·崔維斯指出，當「兩個科里昂老頭子聯手」時，便預料到本片是「會讓人說『我願意花錢去看這些傢伙念著電話簿』的電影」。他總結道：「本片包含結局的轉折在內，並未有任何意外之喜。但動作快，快去拿本電話簿來。」

### 獎項
安琪拉·貝瑟藉《鬼計神偷》贏得了有色人種進步協會形象獎傑出電影女配角，更獲黑人娛樂電視大獎最佳女主角提名。

## 外部連結
- 互联网电影数据库（IMDb）上《鬼計神偷》的资料（英文）
- Box Office Mojo上《鬼計神偷》的資料（英文）
- 爛番茄上《鬼計神偷》的資料（英文）